# IC 242
IC 242 — галактика типу *2 (подвійна зірка) у сузір'ї Кит.
Цей об'єкт міститься в оригінальній редакції індексного каталогу.